# Stadión Diega Armando Maradony
Stadión Diega Armando Maradony (španělsky Estadio Diego Armando Maradona) je fotbalový stadión v Buenos Aires v Argentině. Domácí zápasy zde hrají Argentinos Juniors, má kapacitu 24 000 sedících diváků.
U příležitosti stého výročí založení klubu a po celkové rekonstrukci dostal stadion v roce
2004 jméno na počest bývalého argentinského fotbalisty Diega Maradony, který zde v roce 1976 sehrál vůbec první profesionální zápas.